# レオ・ゴメス
レオナルド・ゴメス・ベレス（Leonardo Gómez Vélez , 1966年3月2日 - ）は、プエルトリコ出身の元プロ野球選手（内野手）。
1997年から2002年まで6シーズン、NPB（セントラル・リーグ）の中日ドラゴンズに所属。1997年・1999年にはシーズン30本塁打以上を記録し、1999年には中日のセ・リーグ優勝に貢献した。

## 経歴

### 来日前
ルイス・エルナエス・ネボネス高校から1985年12月、ドラフト外でボルチモア・オリオールズに入団。
1987年には1A級ヘイガースタウンで打率.326を記録し、カリフォルニアリーグの首位打者を獲得。
1990年にはAAA級ロチェスターでインターナショナルリーグの打点王（97打点）を獲得し、同リーグの三塁手として最多併殺参加（26回）を記録した。同年にはAAAで3打席連続本塁打も記録し、メジャー初昇格を果たすと、1995年までにオリオールズの三塁手として球団史上3位となる443試合に出場。
1994年には、アメリカンリーグの三塁手として2位となる守備率.975を記録した。
1995年オフ、中日ドラゴンズがゴメスを新外国人の候補としてリストアップしたが、当時は2年前（1993年）の足首の故障の治療が長引く心配があったため、ゴメスの獲得は見送り、彼より遅くリストアップされていたダネル・コールズを獲得した。また同年には読売ジャイアンツ（巨人）も新外国人候補の一人としてゴメスをリストアップしていたが、最終的にはジェフ・マントを獲得した。
1996年はシカゴ・カブスに在籍し、136試合に出場して17本塁打を記録した。同年、故郷プエルトリコで開催されたウィンターリーグでは、中日入りが発表された12月18日までに30試合に出場し、打率.270・8本塁打・23打点（本塁打・打点でトップ）を記録していた。

### 第1次中日時代
1996年12月18日、金銭トレードで星野仙一監督の率いる中日に入団。移籍金は1,000万円で、来日時の契約は契約金2,000万円・年俸1億2,000万円の1年契約だった。中日は同年、打率.302・29本塁打と安定した力を発揮したコールズを足の故障などを理由に解雇しており、彼に代わる新外国人として4番を任せられる三塁手を探し、ゴメスを獲得した。
1997年から、勝負強い打撃で主に4番打者として活躍した。同年のチームは、本拠地をナゴヤ球場からグラウンドが広いナゴヤドームに移転した直後で、その適応に苦しみ、セ・リーグ最下位に低迷したが、ゴメスはそれを苦にしない長距離打者として135試合に出場して打率.315・31本塁打・81打点・OPS.966と活躍した。本塁打数は本塁打王のタイトルを獲得したドゥエイン・ホージー（ヤクルトスワローズ：38本）、松井秀喜（読売ジャイアンツ〈巨人〉：37本）、金本知憲（広島東洋カープ：33本）、清原和博（巨人：32本）に次ぐリーグ5位で、チーム最多だった。しかし、戸部良也はゴメスが本塁打の出にくいナゴヤドームを「モンスターだ」と恐れていた旨を述べている。
1998年は体重増が裏目に出て膝を故障したため2度にわたり、戦線離脱したほか、チームが横浜ベイスターズと優勝争いをしていた9月には、18試合で2本塁打、3打点の成績に終わり、これが原因でチームは横浜に振り切られて優勝を逃す結果となった。この不振の要因について、監督の星野仙一はシーズン途中で翌シーズンの契約を明言したことが要因になったためではないかと述べている。しかし、シーズンでは26本塁打を記録。この本数は同年のセ・リーグの外国人選手としては最多で、リーグ全体でも本塁打王を獲得した松井（34本）や、広島の江藤智（28本）、そしてチームメイトである山崎武司（27本）に次ぐ4位であった。
1999年は前年の故障を踏まえ、減量して春季キャンプに臨んだほか、打撃フォーム改造にも取り組んだ。それが功を奏し、オープン戦から打率4割超、6本塁打と好成績を残し、開幕後も4番打者として中日打線を牽引。開幕から12試合連続で本塁打を打てずにいたが、4月18日に東京ドームで開催された対巨人3回戦では2回表に先発投手の岡島秀樹からシーズン初本塁打となるソロ本塁打、3回表にも岡島から2打席連続となる3点本塁打を放った。これにより、チームは同回終了時点で5対0と大量リードを果たしたが、その裏の守備で、二死満塁の場面で清原和博の三塁ゴロをトンネルしてしまう。これがきっかけで、チームは同回に6点を失い、先発投手の鶴田泰がノックアウトされてしまった。しかし、5回表、「鶴田に悪いことをした」「（自身の失策を）なんとかしたい」と第3打席に立ち、岡田展和から3打席連続となる再逆転2点本塁打を打った。その後、8回表には二死満塁で5打席目を迎え、ここで満塁本塁打を打てばNPB史上初かつMLBでも達成した者のいない「サイクル本塁打」（サイクルホームラン）が達成されるところであったが、空振り三振に倒れ、記録達成はならなかった。それでもこの試合で来日後始めて3打席連続本塁打を記録した。その後、4月下旬から5月にかけて調子を落とした時期もあったものの、復調し、6月27日の横浜戦（ナゴヤドーム）では自己最速となる65試合目で20号本塁打に到達した。また前年とは異なり、シーズン中に残留内定を通告されることはなったが、9月に入ってからも好成績を残し続けた。
最終的には133試合に出場し、打率.297・36本塁打、OPS.959、そしてリーグ3位の109打点を記録。36本塁打は、本塁打王を獲得したヤクルトのロベルト・ペタジーニ（44本）、松井（42本）、横浜のロバート・ローズ（37本）に次ぎ、広島の緒方孝市と並んでリーグ4位だった。打点は当時の球団外国人選手の最高成績（2006年にタイロン・ウッズが144打点で記録更新）で、同年の中日のリーグ優勝に貢献した。特に優勝争いをしていた巨人戦に強く、27試合で打率.359、13本塁打、28打点を記録したが、巨人戦シーズン13本塁打は球団史上最高で、NPB史上でも1973年に田淵幸一（阪神タイガース）が記録した16本塁打に次ぐ歴代2位だった。同年の日本シリーズ終了後の10月29日、年俸2億円（前年比5,000万円増）の1年契約を締結。
2000年は序盤は不振だったものの、5月に復調し月間MVPを獲得。8月に寝違えにより、頸椎を捻挫したものの、打率.289、25本塁打、79打点（本塁打、打点はチームトップ）の成績を残した。球団は翌年も契約する方針だったものの、10月5日、アメリカに住む長男の教育問題や、膝・背中の故障などを理由に退団することが発表された。
2001年はピッツバーグ・パイレーツのキャンプに参加し、MLB復帰を目指していたが、開幕直前に解雇された。マイナー行きを拒否し、FAとなっていた。FAとなった後は故郷・プエルトリコでトレーニングをしていた。

### 第2次中日時代
2001年、古巣の中日は新外国人のティム・アンローやオジー・ティモンズを含め、打撃が振るわない状態だった。中日からオファーを受け、4月21日に復帰することで合意。4月28日に再来日し、5試合前後二軍戦に出場してから一軍昇格する予定だったが、チームの打線が深刻な不振に陥っていたため、5月3日の二軍戦に出場しただけで4日に一軍昇格。同日の阪神タイガース戦（阪神甲子園球場）から試合に出場した。最終的に打率.306、19本塁打を記録した。この年は右膝痛がひどく、特注のサポーターを着けてプレーしていた。
2002年も、右膝痛と闘いながら4番打者として活躍した。5月31日の対横浜戦（ナゴヤドーム）で左翼5階席に飛び込む推定飛距離140 mの特大本塁打を放った。6月12日の対阪神戦（ナゴヤドーム）で6回裏に井川慶から左越に同点となるソロ本塁打を放ち、通算150本塁打を達成。しかし、7月3日の対巨人戦（東京ドーム）で右膝痛を悪化させ戦線離脱。その後も経過が思わしくないため、7月11日に右膝の精密検査を受けるためアメリカに帰国。10月1日の『中日スポーツ』の記事で、同年限りでの退団が決定的となったことが報道され、11月23日に翌年の契約を結ばないことが正式に発表された。同年限りで現役を引退。現役終盤は足やヒザの炎症に悩まされていたため、再入団後は一塁手での起用も多かった。

### 引退後
2010年時点では、オリオールズ傘下のマイナー球団でコーチをしていた。同年8月17日、オリオールズ対マリナーズ戦を星野が訪問した際、再会を果たす。

## 人物
趣味は水上オートバイである。明るい性格で知られ、「陽気なプエルトリカン」の愛称で呼ばれ、子供のファンも多かった一方、日本人投手への対策を真剣に練る一面もあった。
敬虔なクリスチャンでロッカーで聖書を読んでいたり、将来の夢は牧師になることと語る。また、試合前にグレゴリオ聖歌を聞き、心を落ち着けていた。
好調時はヒゲを伸ばし続ける験担ぎを行っていた。
女優の武井咲はゴメスのファンであったことを公言している。そのため、2012年の開幕戦で武井が始球式を務めた際には、中日の応援団がゴメスの応援歌を演奏していた。なお、この応援歌はゴメス入団の前年に在籍していたコールズの曲の流用である。また、この年には10年ぶりに来日し、11月29日にTBS系列で放送された『ひみつの嵐ちゃん!』内のコーナー「嵐シェアハウス」に宅配業者役で登場し、同番組にゲスト出演していた武井と初めて対面した。

## 詳細情報

### 年度別打撃成績
| 年 度    | 球 団    | 試 合 | 打 席 | 打 数 | 得 点 | 安 打 | 二 塁 打 | 三 塁 打 | 本 塁 打 | 塁 打 | 打 点 | 盗 塁 | 盗 塁 死 | 犠 打 | 犠 飛 | 四 球 | 敬 遠 | 死 球 | 三 振 | 併 殺 打 | 打 率 | 出 塁 率 | 長 打 率 | O P S |
| -------- | -------- | ----- | ----- | ----- | ----- | ----- | -------- | -------- | -------- | ----- | ----- | ----- | -------- | ----- | ----- | ----- | ----- | ----- | ----- | -------- | ----- | -------- | -------- | ----- |
| 1990     | BAL      | 12    | 48    | 39    | 3     | 9     | 0        | 0        | 0        | 9     | 1     | 0     | 0        | 1     | 0     | 8     | 0     | 7     | 0     | 2        | .231  | .362     | .231     | .592  |
| 1991     | BAL      | 118   | 445   | 391   | 40    | 91    | 17       | 2        | 16       | 160   | 45    | 1     | 1        | 5     | 7     | 40    | 0     | 2     | 82    | 11       | .233  | .302     | .409     | .711  |
| 1992     | BAL      | 137   | 552   | 468   | 62    | 124   | 24       | 0        | 17       | 199   | 64    | 2     | 3        | 5     | 8     | 63    | 4     | 8     | 78    | 14       | .265  | .356     | .425     | .782  |
| 1993     | BAL      | 71    | 284   | 244   | 30    | 48    | 7        | 0        | 10       | 85    | 25    | 0     | 1        | 3     | 2     | 32    | 1     | 3     | 60    | 2        | .197  | .295     | .348     | .644  |
| 1994     | BAL      | 84    | 333   | 285   | 46    | 78    | 20       | 0        | 15       | 143   | 56    | 0     | 0        | 0     | 4     | 41    | 0     | 3     | 55    | 5        | .274  | .366     | .502     | .868  |
| 1995     | BAL      | 53    | 149   | 127   | 16    | 30    | 5        | 0        | 4        | 47    | 12    | 0     | 1        | 0     | 2     | 18    | 1     | 2     | 23    | 0        | .236  | .336     | .370     | .706  |
| 1996     | CHC      | 136   | 427   | 362   | 44    | 86    | 19       | 0        | 17       | 156   | 56    | 1     | 4        | 3     | 2     | 53    | 0     | 7     | 94    | 8        | .238  | .344     | .431     | .775  |
| 1997     | 中日     | 135   | 562   | 483   | 84    | 152   | 23       | 1        | 31       | 270   | 81    | 2     | 0        | 0     | 2     | 74    | 3     | 3     | 76    | 13       | .315  | .407     | .559     | .966  |
| 1998     | 中日     | 116   | 488   | 420   | 57    | 115   | 14       | 0        | 26       | 207   | 76    | 1     | 1        | 1     | 5     | 57    | 7     | 5     | 66    | 10       | .274  | .363     | .493     | .856  |
| 1999     | 中日     | 133   | 560   | 474   | 84    | 141   | 19       | 1        | 36       | 270   | 109   | 4     | 1        | 0     | 9     | 70    | 10    | 7     | 59    | 15       | .297  | .389     | .570     | .959  |
| 2000     | 中日     | 122   | 509   | 440   | 59    | 127   | 19       | 1        | 25       | 223   | 79    | 1     | 2        | 1     | 5     | 57    | 8     | 5     | 75    | 18       | .289  | .373     | .507     | .880  |
| 2001     | 中日     | 88    | 343   | 291   | 30    | 89    | 13       | 0        | 19       | 159   | 61    | 0     | 0        | 1     | 4     | 47    | 5     | 0     | 35    | 10       | .306  | .398     | .546     | .944  |
| 2002     | 中日     | 66    | 279   | 247   | 34    | 66    | 10       | 0        | 16       | 124   | 43    | 0     | 0        | 0     | 2     | 29    | 4     | 1     | 39    | 4        | .267  | .344     | .502     | .846  |
| MLB：7年 | MLB：7年 | 611   | 2238  | 1916  | 241   | 466   | 92       | 2        | 79       | 799   | 259   | 4     | 10       | 17    | 25    | 255   | 6     | 25    | 399   | 42       | .243  | .336     | .417     | .753  |
| NPB：6年 | NPB：6年 | 660   | 2741  | 2355  | 348   | 690   | 98       | 3        | 153      | 1253  | 449   | 8     | 4        | 3     | 27    | 334   | 37    | 21    | 350   | 70       | .293  | .382     | .532     | .914  |

- 各年度の太字はリーグ最高

### 表彰
NPB
- ベストナイン：2回 （三塁手：1997年、1999年）
- 月間MVP：2回 （1999年9月、2000年5月）

### 記録
NPB
- 初出場・初先発出場：1997年4月4日、対横浜ベイスターズ1回戦（ナゴヤドーム）、4番・三塁手として先発出場
- 初打席・初安打・初打点：同上、1回裏に盛田幸妃から右前適時打
- 初本塁打：1997年4月15日、対阪神タイガース1回戦（阪神甲子園球場）、2回表に中込伸から先制2ラン
- 100本塁打：2000年5月28日、対読売ジャイアンツ8回戦（東京ドーム）、8回表に河本育之から左越同点2ラン　※史上209人目
- 150本塁打：2002年6月12日、対阪神タイガース12回戦（ナゴヤドーム）、6回裏に井川慶から左越同点ソロ[25]　※史上120人目
- オールスターゲーム出場：1回 （2000年）

### 背番号
- 15 （1990年）
- 11 （1991年）
- 10 （1991年 - 1995年）
- 12 （1996年）
- 4 （1997年[注 3] - 2002年）